# Woumen
Woumen est une section de la ville belge de Dixmude située en Région flamande dans la province de Flandre-Occidentale. C'était une commune à part entière avant la fusion des communes de 1977.
La réserve de Blankaart, réserve naturelle de la vallée de l'Yser, est située sur la commune.

## Démographie

### Évolution démographique
- Sources : INS, Rem. : 1831 jusqu'en 1970 = recensements, 1976 = nombre d'habitants au 31 décembre[2].